# Omar Barlett
Omar Barlett (ur. 12 stycznia 1980 roku w Miami) – koszykarz jamajski, reprezentant swojego kraju. Posiada również paszport amerykański.

## Życiorys
Koszykarz rozpoczynał swoją karierę na uczelni Jacksonville State. Potem, w latach 2003-2005 grał w Portugalii. W latach 2005–2008 reprezentował barwy Czarnych Słupsk. W 2008 wystąpił w barwach Miami Heat w turnieju przygotowawczym do sezonu, jednak ostatecznie nie załapał się do 15-osobowej kadry zespołu z Florydy. W sezonie 2008-2009 reprezentował barwy Anwilu Włocławek oraz Czarnych Słupsk. Sezony 2009/2010 oraz 2011/2012 spędził na Cyprze.

## Przebieg kariery
- 1999-2003: Jacksonville State (NCAA)
- 2003-2004: Belenenses Montepio Lusifor
- 2004-2005: Ovarense Aerosoles Ovar
- 2005-2008: Energa Czarni Słupsk
- 2008: Miami Heat (NBA)
- 2009: Anwil Włocławek
- 2009: Energa Czarni Słupsk
- 2009-2010: Achilleas Kaimakliou
- 2010-2011: Al Jalaa Aleppo
- 2011-2012: AEK Larnaka

## Osiągnięcia
Drużynowe
- Brązowy medalista mistrzostw Polski (2006)

Indywidualne
- Lider play-off PLK w średniej bloków (2007)[5]